# John Woodvine
John Woodvine (South Shields, Durham, 21 juli 1929) is een Engels toneel- en filmacteur die in meer dan 70 theaterproducties en aan een groot aantal films en televisiefilms heeft meegewerkt.
Hij is de zoon van Rose Kelly en John Woodvine. Hij ging school op de Lord William's School, Thame, Oxon, en zijn acteursopleiding volgde hij aan de Royal Academy of Dramatic Art.
Woodvine werkte voor de Old Vic in de vijftiger jaren en had een lange loopbaan bij de Royal Shakespeare Company, in 1976 speelde hij met Ian McKellen en Judi Dench als Banquo in de productie van Macbeth. Hij speelde ook in 1980 in de productie The Life and Adventures of Nicholas Nickleby.
Woodvine speelde vaak politieofficieren zoals bijvoorbeeld in de series Z Cars en Softly, Softly in de zeventiger jaren. Een van zijn bekende rollen is Detective Chief Superintendent Kingdom in de politieserie New Scotland Yard. Hij trad ook op in een aflevering van Juliet Bravo.
John Woodvine is getrouwd met Lynn Farleigh. Daarvoor had hij een huwelijk met Hazel Wright, en zijn dochters zijn Emma en Mary Woodvine.

## Films
- The Walking Stick (1970)
- Young Winston (1972)
- Assault on Agathon (Greece, 1975)
- An American Werewolf in London (1981)
- Squaring the Circle (Stoppard 1983)
- And a Nightingale Sang (1988)
- Danny the Champion of the World (1989)
- Wuthering Heights (1992)
- Persuasion (1995)
- Miss Potter (2006)